# داريل باترسون
داريل باترسون (بالإنجليزية: Daryl Patterson)‏ هو لاعب كرة قاعدة أمريكي، ولد في 21 نوفمبر 1943 في كوالينغا في الولايات المتحدة.

## وصلات خارجية
- داريل باترسون على موقع دوري كرة القاعدة الرئيسي (الإنجليزية)
- داريل باترسون على موقعبيزبول رفرنس.كوم (الدوري الرئيسي) (الإنجليزية)
- داريل باترسون على موقعبيزبول رفرنس.كوم (الدوري الثانوي) (الإنجليزية)
- داريل باترسون على موقع جمعية أبحاث البيسبول الأمريكية (الإنجليزية)
- داريل باترسون على موقع إي إس بي إن.كوم (أم.أل.بي) (الإنجليزية)
- داريل باترسون على موقع مشجعي الرسوم البيانية (الإنجليزية)